# كلوريندا فورموزا (مدينة)
كلوريندا، فورموزا (بالإسبانية: Clorinda, Formosa)‏ هي منطقة سكنية تقع في الأرجنتين في Pilcomayo Department. يقدر عدد سكانها بـ 54,583 نسمة وترتفع عن سطح البحر 60 متر.

## أعلام
- كارلوس سوتو
- أوزفالدو كابرال
- سيرجيو باريتو